# Parathyma barisana
Parathyma barisana är en fjärilsart som beskrevs av Hans Fruhstorfer 1906. Parathyma barisana ingår i släktet Parathyma och familjen praktfjärilar. Inga underarter finns listade i Catalogue of Life.